# Calco linguistico
Un calco linguistico o semplicemente calco è un procedimento di formazione delle parole che consiste nel coniare nuovi termini riprendendo le strutture della lingua di provenienza. Si tratta di una forma particolare di prestito, spesso utile per colmare lacune lessicali (soprattutto nel campo della scienza e della tecnologia); altre volte si tratta di fenomeni spontanei, privi di una funzione vera e propria, dato che il termine sarebbe già disponibile. Si distingue in genere il calco semantico da quello morfologico.

## Calco semantico
La creazione di una parola può semplicemente consistere nel dare un significato nuovo ad un termine già esistente. Ad esempio, il verbo realizzare viene usato nella lingua di tutti i giorni anche nel senso di 'rendersi conto'. Questa accezione non è italiana, ma proviene dall'inglese to realise. Similmente si è formato il termine salvare per indicare la memorizzazione digitale; il termine è ricalcato sull'inglese to save, che prevede anche questa accezione. Ancora, il termine rimpiazzare ha guadagnato favore rispetto a sostituire a causa dell'assonanza con to replace. Anche la locuzione basato su proviene dall'inglese based on. Nei media, soprattutto in ambito culinario o in qualsiasi contesto che preveda delle fasi di lavoro, è diffusa la perifrasi verbale andare a, che, sebbene non sia del tutto estranea all'italiano, è utilizzata come calco di to be going to.
Anche classe, con il significato di eleganza, proviene dall'inglese class, mentre da to assume ('supporre') proviene un nuovo significato di assumere. Abbiamo poi abbracciare usato col significato di accogliere, dall'inglese to embrace.

## Calco morfologico
Nel calco morfologico (o strutturale) una parola composta può essere creata a partire da una combinazione di elementi sconosciuta nella lingua di arrivo. Ad esempio, la parola grattacielo è un calco morfologico dall'inglese skyscraper; grattare sta per to scrape e cielo sta per sky; il termine inglese a sua volta è un calco morfologico del francese gratte-ciel. Prima della creazione di questo termine, l'italiano non aveva parole proprie per indicare delle costruzioni abitabili a forma di torre.
Analogamente è nato il termine ferrovia, proveniente dal tedesco Eisenbahn: ferro sta per il tedesco Eisen e via per Bahn.
Il termine fine settimana, infine, si è imposto in italiano moderno accanto al prestito originale weekend, mentre il termine fuorilegge proviene dal termine inglese outlaw (out sta per fuori e law sta per legge) e l'espressione guerra fredda deriva dal termine inglese cold war (cold sta per freddo e war sta per guerra).
Dello stesso genere è la parola tedesca Weltanschauung, che ha dato origine a visione del mondo, ma anche intere frasi, come il tempo vola che deriva dal latino tempus fugit. Il senso linguistico dell'espressione italiana falso amico è un calco dal francese faux ami, così come l'espressione ammazzare il tempo che viene da tuer le temps. 
Ci sono anche calchi a metà, dove si conserva solo una parte dell'espressione. Per esempio, la traduzione del tedesco Drittes Reich in italiano è Terzo Reich, in russo Третий рейх (traslitterabile come Tretij Rejh) e in inglese Third Reich. Anche il sintagma trialogo, diffuso nel gergo delle procedure dell'Unione europea, riproduce parzialmente il termine dialogo, estendendone a tre le parti (in quella realtà, tre diverse istituzioni previste dai trattati).

## Storia
Questo fenomeno linguistico, spesso considerato un modo per arricchire il vocabolario della cultura ricevente, è sempre stato frequente nel corso della storia: i Romani hanno liberamente fatto dei calchi sul greco, creando le parole qualitas e quantitas da ποιότης poiótēs e ποσότης posótēs. 
In alcuni casi sia il termine greco sia il suo calco latino sono entrati a far parte dell'italiano: ἀπάθεια apàtheia e il suo calco indolentia hanno dato sia apatia che indolenza.

## Calco e traduzioni erronee
Un calco linguistico può nascere anche da un'erronea traduzione di un termine straniero.
L'etimo della locuzione aria condizionata è costruito su un errore di traduzione. L'idea era quella di ricalcare il termine inglese air conditioned. La parola conditioned, comunque, non si riferisce all'aria, ma al locale climatizzato (altrimenti l'espressione di partenza sarebbe stata conditioned air). Tradotto correttamente, air conditioned significa "(locale) condizionato con l'aria", mentre la climatizzazione si chiama air conditioning. Il termine è tuttavia accolto nella lingua italiana e il suo uso è da considerare corretto.